# Camillo Gamnitzer
Camillo Gamnitzer (* 6. Mai 1951 in Linz, Oberösterreich) ist ein österreichischer Autor von Schachproblemen. Im Oktober 2009 wurde ihm vom Weltschachbund FIDE der Titel eines Großmeisters für Schachkomposition zuerkannt.

## Leben
Nach der Matura am Akademischen Gymnasium Linz, Studienjahren in Wien und dreijähriger Aspirantenzeit in der Lehrredaktion der oberösterreichischen Handelskammer war Camillo Gamnitzer journalistisch im Printmedienbereich tätig. 1988 wechselte er zur Kulturabteilung (heute Direktion Kultur) des Amtes der oberösterreichischen Landesregierung Linz, wo er bis zur Pensionierung im Juni 2016 mit der Herausgabe von Publikationen betraut war und u. a. die Schriftleitung des landeskundlichen Periodikums Oberösterreichische Heimatblätter innehatte. 

## Schachkomponist
Am Beginn seiner kompositorischen Tätigkeit um 1970 schuf Gamnitzer vor allem orthodoxe, überwiegend der logischen Schule zurechenbare Mattaufgaben (Drei-, Vier- und Mehrzüger). 1990/91 verlagerte sich der Schwerpunkt seines Schaffens auf das Gebiet des Selbstmatts, in welcher Spezialdisziplin er neue Wege einschlug und einen eigenen Stil prägte. Mit dem Wiener Problemkomponisten und Fachbuchautor Friedrich Chlubna, der seinen Werdegang auch publizistisch stark förderte, stand Gamnitzer lange Zeit in kollegialem Austausch.
Bis zum Jahr 2009 hat der Linzer an die 800, mehrheitlich ausgezeichnete bzw. preisgekrönte Schachprobleme verfasst, wobei der Löwenanteil beim strategischen Selbstmatt liegt. Im Jahr 2001 wurde ihm von der FIDE-Unterorganisation PCCC der Titel eines Internationalen Meisters für Schachkompositionen verliehen, acht Jahre später folgte mit dem Großmeistertitel die höchste offizielle Auszeichnung, die im Kunstschach weltweit vergeben wird. Durch ein Versehen wurde diese jedoch erst ein Jahr später, also 2010, offiziell vergeben.
|   | a | b | c | d | e | f | g | h |   |
| 8 |   |   |   |   |   |   |   |   | 8 |
| 7 |   |   |   |   |   |   |   |   | 7 |
| 6 |   |   |   |   |   |   |   |   | 6 |
| 5 |   |   |   |   |   |   |   |   | 5 |
| 4 |   |   |   |   |   |   |   |   | 4 |
| 3 |   |   |   |   |   |   |   |   | 3 |
| 2 |   |   |   |   |   |   |   |   | 2 |
| 1 |   |   |   |   |   |   |   |   | 1 |
|   | a | b | c | d | e | f | g | h |   |

Lösung:

1. Lg6–h7! (droht 2. Te2+ g6 3. Te3+ Sxe3 matt)
1. … g7–g5! 2. Lc5–g1! (droht 3. Te3+ Kd4 4. Te2+ Sf2 matt)
2. … Db7xd7 3. Lg1–c5! (Rückkehr, droht 4. Te2+ Dxh7 5. Te3+ Sxe3 matt)
3. … Dd7–b5 (nur hier kann die schwarze Dame ihre Wirkung auf die Läuferlinie h7–d3 aufgeben, doch Weiß kann sie auf diesem Feld als Fernblock nutzen)
4. Te4xc4+ Kd3xc4 5. Sg2–e3+ Sd1xe3 matt.
Hans Peter Rehm nutzte diese Komposition neben zwei anderen „erstklassigen Selbstmatts“ als Beispiel für seinen Artikel MEIN Ideal für moderne (und alte) Selbstmatt-Mehrzüger in der Schwalbe.